# Gynerium
Gynerium es un género de plantas herbáceas de la familia de las poáceas (el único género de la tribu Gynerieae). Es originario de México y América subtropical.

## Etimología
El nombre del género deriva de las palabras griegas gune (hembra) y erion (lana), refiriéndose a la espiguillas pistiladas.
En Bolivia se lo conoce también como "chuchío".

## Citología
Número de la base del cromosoma, 2n = 72 y 76. 

## Especies
- Gynerium modestum Doell.
- Gynerium sagittatum (Aubl.) Beauvais